# Dolores Ibárruri Gómez
Dolores Ibárruri Gómez   (Gallarta, 9 de desembre de 1895 - Hospital Universitari Ramón y Cajal, 12 de novembre de 1989), coneguda com la Pasionaria, fou una dirigent obrera espanyola, una de les fundadores del Partit Comunista d'Espanya (PCE).
La Pasionaria va destacar com a dirigent política en la Segona República espanyola i en la Guerra Civil. Històrica dirigent del Partit Comunista d'Espanya, a la seva lluita política va unir la lluita pels drets de les dones per demostrar que les dones, fossin de la condició que fossin, eren éssers lliures per escollir el seu destí.

## Biografia

### Primers anys
Dolores Ibárruri va néixer en la població basca de Gallarta (en l'actualitat desplaçada de la seva ubicació original per una explotació minera), pertanyent al municipi biscaí d'Abanto-Zierbena, el 9 de desembre de 1895, en el si d'una família minera. El seu pare, Antonio Ibárruri, era un obrer d'ideologia carlista, nascut expòsit a l'anteesglésia d'Ibárruri que li dona el cognom, annexionada el 1965 a la localitat de Muxika. La seva mare, Juliana Gómez Pardo, procedia de Castilruiz, a la província de Soria.

El 1910 es veu obligada per les condicions econòmiques a abandonar els estudis; havia superat ja el curs preparatori per ingressar a l'Escola Normal de Mestres i fer estudis de magisteri; comença a treballar de costurera i minyona. Segons el seu propi testimoniatge, 
| « | Qui podria pagar-me els viatges, els llibres, el menjar, la matrícula? .../... Em preparava per servir com a criada o casar-me i convertir-me en la dona d'un minaire, la llarga història de la meva pròpia família. | » |

Es va casar per l'església el 16 de febrer de 1916 amb un minaire socialista anomenat Julián Ruiz Gabiña, amb qui estaria casada disset anys, i es van traslladar a Muskiz. Aficionada a la lectura, i aprofitant la condició de líder minaire socialista del seu marit, va començar a adquirir coneixements de marxisme que van qüestionar la seva educació tradicionalista i catòlica. Dolores va assumir la doctrina marxista com a eina ideològica idònia per lluitar a favor de l'"alliberament de la classe obrera".
Va participar amb el seu marit en la vaga general de 1917. Integrada en l'agrupació socialista del Somorrostro, el va acompanyar en l'escissió comunista del PSOE, el 1919, des de la qual, el 1920, va participar en la fundació del Partit Comunista Espanyol; entrà en el Comitè Provincial de Biscaia, que a l'any següent formaria, al costat del Partit Comunista Obrer Espanyol, el Partit Comunista d'Espanya.

### Carrera política

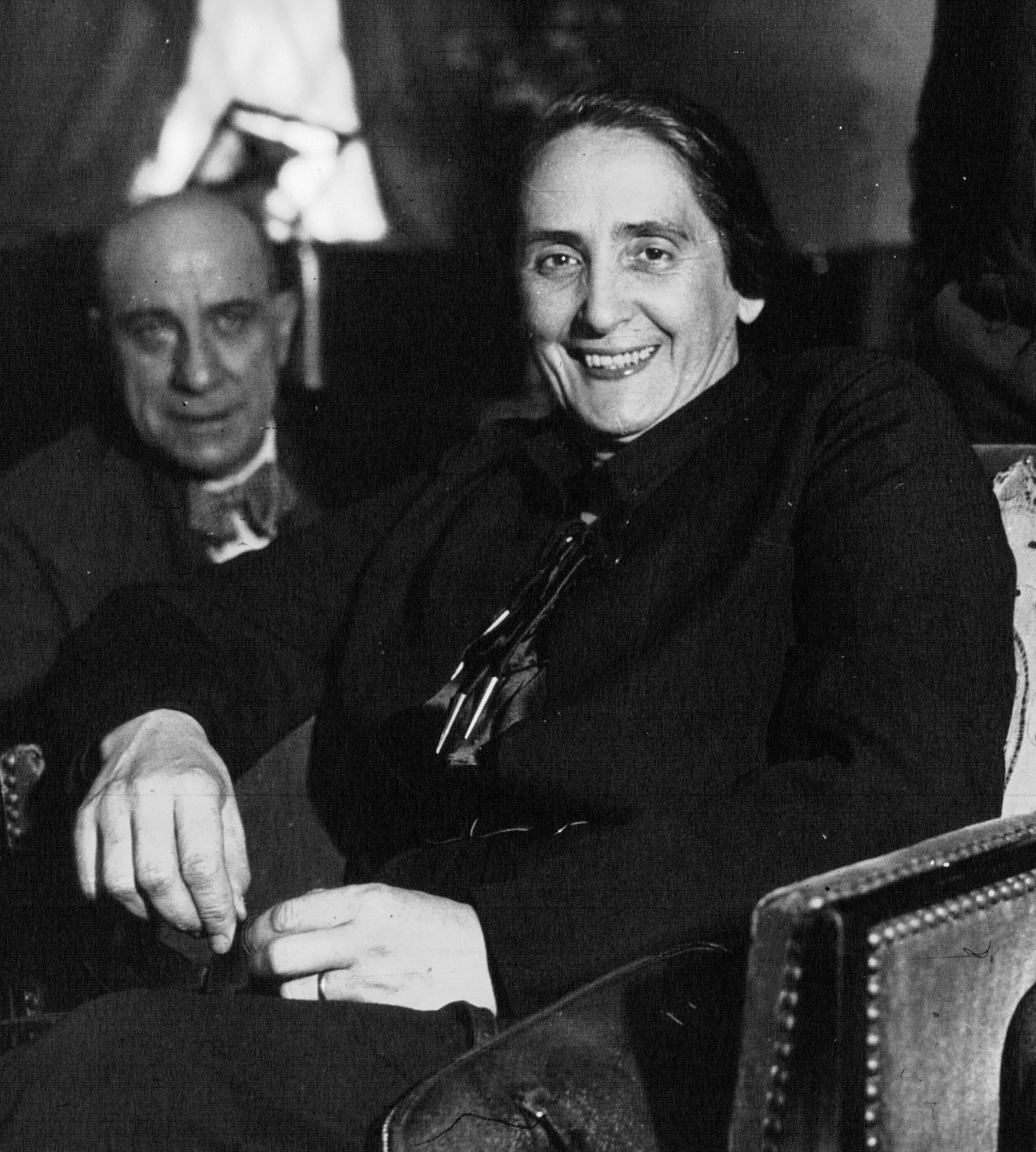
Dolores Ibarruri el 1936

El 1917 va quedar molt impressionada pel triomf de la Revolució bolxevic a Rússia. El 1918, va utilitzar per primera vegada el pseudònim Pasionaria per a un article publicat en la premsa obrera titulat El minero vizcaíno. Des del començament va ocupar càrrecs de responsabilitat dins del PCE, i fou detinguda en nombroses ocasions. Va arribar a formar part del seu Comitè Central el 1930 i a l'any següent es va presentar a les eleccions a Corts Constituents, però la seva candidatura fou derrotada. El 1931 es va traslladar a Madrid per treballar en la redacció del periòdic del Partit, Mundo Obrero. El 1933 va ser presidenta de la recentment fundada Unió de Dones Antifeixistes. Després de divorciar-se del seu marit, va mantenir una relació amorosa amb Francisco Antón, un dirigent del PCE a Madrid, catorze anys més jove que ella.
Va tenir sis fills: Ester (1916-1919), Rubén (1920-1942), que va morir com a tinent de l'Exèrcit Roig en la batalla de Stalingrad, el 14 de setembre de 1942; Amagoia, Azucena i Amaya (trigèmines nascudes el 1923, de les quals Amagoia va morir poc després de néixer i Azucena als dos anys) i Eva (1928; va morir als tres mesos). Va anar afirmant la seva vocació política i canalitzant-la en el periodisme de Partit. "El minero vizcaíno" i "La lucha de clases" van ser els aparadors del pseudònim Pasionaria, que va escollir ella mateixa perquè el seu primer article va sortir durant la Setmana Santa de 1918.
Va encapçalar el moviment del Socors Roig Internacional a favor de les víctimes de la repressió després de la Revolució d'Astúries de 1934 i va intervenir en el Setè Congrés de la Internacional Comunista. A les eleccions generals espanyoles de 1936 va ser escollida diputada per Astúries.
Figura rellevant durant la Guerra Civil, va ser elegida vicepresidenta de les Corts republicanes el 1937. Durant aquest període es va convertir en un mite per a una part d'Espanya; fou famosa per les seves arengues a favor de la causa republicana. Se li atribueix erròniament la creació del lema usat durant el setge de Madrid «No passaran!», perquè en realitat aquest lema va ser encunyat inicialment durant la Batalla de Verdun, en la Primera Guerra mundial (Ils ne passeront pas!). El 23 de setembre del 1938, dirigí l'emocionat i històric discurs de comiat als voluntaris de les Brigades Internacionals. Es va oposar a la capitulació del coronel Segismundo Casado.

### El llarg exili
Després de la derrota de les tropes republicanes el 1939, va haver d'exiliar-se i va buscar asil polític a la Unió Soviètica. En la seva etapa d'exili després del suïcidi del secretari general del PCE, José Díaz Ramos, la Pasionaria va ser escollida per a succeir-lo com a secretària general del PCE el 1942. Va exercir com a màxima autoritat entre els membres del PCE exiliats també en el mateix país. La seva jerarquia i afinitat ideològica amb els governants de l'URSS li va permetre combatre la dissidència de criteris dins del Partit Comunista d'Espanya a l'exili, fent ús de l'NKVD soviètica, és a dir, detencions, presons i camps de concentració. El seu únic fill home, Rubén Ruiz Ibárruri, va morir durant els combats per l'estació central de Stalingrad durant la Segona Guerra Mundial.

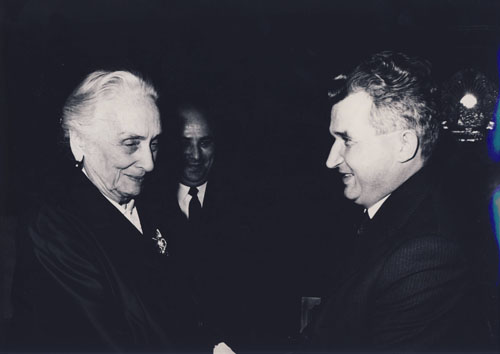
Dolores Ibárruri i Nicolae Ceauşescu, líder comunista romanès, durant una visita d'aquesta a Romania el 1972

El 1960 va presentar la seva dimissió, per passar a ocupar el càrrec de presidenta del PCE. La va substituir en les seves funcions Santiago Carrillo, que va exercir el càrrec fins a 1982. Va ser membre del Secretariat de la Internacional Comunista al costat de Georgi Dimitrov, Palmiro Togliatti i Maurice Thorez, entre d'altres. Va ser guardonada el 1964 amb el Premi Lenin de la Pau entre els pobles. Va manifestar el seu acord amb Moscou en ocasió dels diversos cismes dins del moviment comunista internacional. No obstant això, les seves velles conviccions ortodoxes no li van impedir condemnar la invasió del Pacte de Varsòvia a Txecoslovàquia el 1968 que va acabar amb la Primavera de Praga.

### Tornada a Espanya
Després de la mort del dictador, va tornar a Espanya l'any 1977, i aquell mateix any, en les primeres eleccions de la democràcia, va ser escollida diputada al Congrés dels Diputats per Astúries. Va continuar compromesa amb les idees del seu partit i políticament activa fins a la seva mort, el 1989, encara que el seu paper com a política va ser ja més simbòlic que real. Va morir a Madrid el 1989 i va ser enterrada en el recinte civil del cementiri de l'Almudena. El 1962 havia publicat les seves memòries, El único camino. El juny de 2005 es va celebrar el XVII Congrés del PCE, on Dolores Ibárruri va ser nomenada "presidenta d'honor a perpetuïtat".